# Attonda coniochroa
Attonda coniochroa är en fjärilsart som beskrevs av Turner 1906. Attonda coniochroa ingår i släktet Attonda och familjen nattflyn. Inga underarter finns listade i Catalogue of Life.